# NGC 1542
NGC 1542 je galaksija u zviježđu Biku.

## Vanjske poveznice
- SEDS: NGC 1542